# Albin Granlund
Albin Granlund (Pargas, 1 de septiembre de 1989) es un futbolista finlandés que juega de defensa en el F. C. Inter Turku de la Veikkausliiga.

## Selección nacional
Es internacional con la selección de fútbol de Finlandia, con la que debutó el 9 de enero de 2017 en un amistoso frente a la selección de fútbol de Marruecos.

## Clubes
| Club              | País      | Año       |
| ----------------- | --------- | --------- |
| Pargas IF         | Finlandia | 2006-2008 |
| Åbo IFK           | Finlandia | 2008-2009 |
| RoPS Rovaniemi    | Finlandia | 2010-2014 |
| IFK Mariehamn     | Finlandia | 2014-2017 |
| Örebro SK         | Suecia    | 2018-2021 |
| Stal Mielec       | Polonia   | 2021-2022 |
| IFK Mariehamn     | Finlandia | 2022-2023 |
| F. C. Inter Turku | Finlandia | 2024-     |

## Palmarés

### Títulos nacionales
| Título                       | Club              | País      | Año  |
| ---------------------------- | ----------------- | --------- | ---- |
| Copa de Finlandia            | RoPS Rovaniemi    | Finlandia | 2013 |
| Copa de Finlandia            | IFK Mariehamn     | Finlandia | 2015 |
| Veikkausliiga                | IFK Mariehamn     | Finlandia | 2016 |
| Copa de la Liga de Finlandia | F. C. Inter Turku | Finlandia | 2024 |
| Copa de la Liga de Finlandia | F. C. Inter Turku | Finlandia | 2025 |